# سرژ بلوسون
سرژ بلوسون (فرانسوی: Serge Blusson‎; ۷ مهٔ ۱۹۲۸ – ۱۴ مارس ۱۹۹۴) دوچرخه‌سوار اهل فرانسه بود.
وی در مسابقات کشوری و بین‌المللی در مجموع برندهٔ ۱ مدال طلا شده‌است.